# Debora (profetessa)
Debora (in ebraico דְּבוֹרָה‎?, che significa "ape") fu, secondo il libro biblico dei Giudici, una profetessa e la sola donna del gruppo dei giudici biblici. Avrebbe esercitato questa funzione per quarant'anni circa, dal 1160 al 1121 a.C.
La sua storia è presente nel Libro dei Giudici; nei capitoli 4 e 5; nel capitolo 4 è descritta sotto forma narrativa, mentre nel capitolo 5 sotto forma di poesia.

## Racconto biblico
La storia di Debora è raccontata due volte, in due capitoli differenti (cfr. Libro dei Giudici 4 e 5). Il primo è scritto in prosa, mentre il secondo, da alcuni attribuito alla stessa Debora e a Barac, è in forma di cantico (Cantico di Debora) ed è comunemente riconosciuto come uno dei più antichi esempi di poesia ebraica (sarebbe stato composto nel XII secolo a.C., poco dopo gli avvenimenti raccontati). La vicenda è inoltre uno dei primi resoconti di una donna in un ruolo eroico. 
Il Cantico di Debora è caratterizzato da diverse incongruenze, al punto che «non è chiaro, per esempio, se sia Debora a declamare la poesia o se invece la poesia sia rivolta a lei». Gli esegeti della École biblique et archéologique française (i curatori della cattolica Bibbia di Gerusalemme) sottolineano che «il cantico esalta le tribù che hanno risposto all'appello di Dèbora e biasima quelle che non sono venute a combattere. L'enumerazione pone molti problemi: Machir è menzionato al posto di Manasse (v 14); al posto di Gàlaad, ci si aspetterebbe Gad (v 17); Meroz (v 23) non appare in nessun'altra lista di tribù», mentre secondo gli studiosi curatori del cattolico "Nuovo Grande Commentario Biblico" il cantico «è anche la disperazione della poesia ebraica arcaica: dei 106 versi, quasi la metà in un modo o in un altro presentano oscurità, incertezze, ambiguità».
Dalla Bibbia ci vengono detti pochi elementi della vita personale di Debora. Era sposata con un certo Lappidot ed esercitava il suo compito di giudice sotto una palma, che si trovava tra Rama e Betel (cfr. Libro dei Giudici 4,4-5). Ella convocò Barac, ordinandogli di radunare un'armata, raccolta dalle tribù di Neftali e di quelle di Zabulon, per affrontare i Cananei guidati da Sisara, giovane condottiero al servizio del re Iabin. Oltre a vaticinare la vittoria degli Israeliti, profetizzò che l'onore di uccidere Sisara non sarebbe toccato a Barac, ma ad una donna.
Barac sconfisse le truppe di Sisara e questi cercò asilo presso Giaele, moglie di un certo Eber, un Kenita che viveva in una tenda, considerato vicino ai Cananei. La donna accolse il fuggiasco e gli mise a disposizione un letto, ma dopo che Sisara cadde addormentato lo colpì alla tempia con un picchetto. Il cantico di Debora celebra quest'uccisione, di cui dà però una versione differente (la vittima è in piedi quando viene aggredita), e aggiunge un elemento patetico con il lamento della madre di Sisara, ancora ignara dell'accaduto.
La vittoria degli Ebrei implica la rovina totale del re cananeo Iabin e la sua morte. La pace regna allora per quarant'anni nella terra d'Israele.

## Nella cultura di massa
- La palma di Debora è un testo di Moses Cordovero, incentrato sulla profetessa e appartenente alla tradizione della mistica ebraica della Qabbalah.

## Numero di Deborah
Prendendo spunto da questo versetto del poema che parla di Debora, si è definito numero di Deborah un numero adimensionale usato nello studio della fluidità dei materiali.